# Iparcsatorna (Győr)
Az Iparcsatorna egy mesterséges hajózási csatorna Győrben, ami a Mosoni-Dunából ágazik ki a Rába ipartelep felé.

## Története
Az Iparcsatorna  megépítése Győrött a Duna és a Mosoni-Duna szabályozásához tartozó munka volt. Az első világháború előtt, 1913-ban kezdték meg az Ágyúgyár megépítését, amely az Osztrák–Magyar Monarchia legmodernebb üzeme volt. Az itt elkészült hadiipari termékeket víziúton akarták elszállítani.
Ezért egy 2,3 km hosszú, 8-11 méter mély csatorna elkészítését kezdték meg, mely csak 1924-re készült el. Hajózási célokra sohasem használták. A Rába Magyar Vagon- és Gépgyár hadiüzeme használta kétéltű harcjárműveinek kipróbálására.